# 冀 (朱滔)
冀，是782年至784年间，由朱滔建立的政权。
唐德宗建中年间，幽州节度使朱滔，联合恒冀都团练观察使王武俊、魏博节度使田悦、淄青自领军政李纳起兵反唐。建中三年（782年）底，朱滔自称冀王，田悦称魏王，王武俊称赵王，李纳称齐王，四镇歃血为盟，以朱滔为盟主。他们采用春秋战国制度，不立年号，但称元年。因此，建中三年（782年）在幽州卢龙就是冀王元年、魏博是魏王元年、成德是赵王元年、淄青平卢是齐王元年。
在建中四年（783年）泾原兵变后，唐朝为了全力对付朱泚，招安河北四镇。朱滔自称冀王而不自称燕王，引起王武俊、田悦的不满。因为幽州节度使的领地是古代的燕国，而冀是河北中部，王武俊、田悦认为朱滔有侵吞魏博和成德的野心。唐朝将领李抱真利用这一点，挑拨王武俊、田悦和朱滔的关系。兴元元年（784年），田悦被堂弟田绪所杀。王武俊、田绪、李纳取消王号，归附唐朝。李抱真和王武俊击败了朱滔，朱滔逃回幽州，也取消王号，归附唐朝。